# 普丹战争
第二次石勒苏益格战争（英語：Second Schleswig War），是一場圍繞著石勒苏益格-荷尔斯泰因的主權引起的戰爭，由丹麥王國對抗整個德意志邦聯，最終德意志聯軍獲勝，是德國統一運動中的第一場戰爭。

## 名稱
此戰爭有多種叫法，例如：
- 在丹麦，因其發生的年份而称之为1864年战争（丹麥語：Krigen i 1864）；
- 在德国和德語圈，因參戰方有普魯士、奧地利、薩克森、漢諾威等眾多德意志邦國，故称之为德丹战争（德語：Deutsch-Dänischer Krieg）；
- 非交戰國的歐洲地區，這場戰爭被稱為第二次石勒苏益格战争（法語：seconde guerre de Schleswig）、第二次丹德戰爭（英語：The second Danish-German War）或公國戰爭（西班牙語：guerra de los Ducados，指石勒苏益格、荷尔斯泰因兩個公國）。
- 在華人圈的教科書中，因最主要的煽動者和獲利者均為普魯士，加上在之後的普奧戰爭中奧地利放棄了它在兩公國的領土，因而被翻譯為普丹戰爭，或因本這次戰爭是德意志統一戰爭的首場戰爭而被稱為第一次王朝戰爭。

## 战争簡述
此戰爭於1864年发生，跟第一次石勒苏益格战争一樣，德意志邦聯与丹麦都希望在實際的版圖上完全控制石勒苏益格和荷尔斯泰因這两个公国，但與第一次的農民起義不同，本次戰爭的导火线是老一代丹麦国王弗雷德里克七世的去世，其继承人克里斯蒂安九世想直接將两公国丹麦化而引起的。這個舉動讓德意志邦联的全體成員不滿，國際輿論也因為丹麥違反了之前的條約而選擇不去幫助丹麥，此時普魯士王國率先出擊，隨後奧地利帝國、其它德意志小邦也隨普軍一同攻打丹麥南部的要塞，攻破丹麥的重要都市科靈後德意志方面就輕鬆獲胜。
1865年8月14日，丹麦和奥普两国在德意志邦联的首都维也纳簽署了《加斯泰因條約》，規定奥地利获得荷尔斯坦因，而普鲁士获得石勒苏益格，丹麦則由於戰敗而必須放棄对石勒苏益格和荷尔斯泰因的全部主权。普魯士因為在此場戰爭中的表現最為凸出，所以獲利也是最多，此後它在德意志邦聯中的地位就日益超越其舊主奧地利，逐步架空奧地利的實權；而丹麥則損失了超過40%的领土和38.5%的人口，造成國民自信心的嚴重喪失，丹麥政府痛定思痛，決定此後不再參與任何的列強爭霸，改以提升國民的幸福指數為其主要國策，迅速轉型為福利國家。

## 背景
當第一次石勒苏益格战争（1848－1851年）完结时，石勒苏益格和荷尔斯泰因的分离活动失败，但在1850及1860年代再度活跃——支持统一德意志的人，都希望将丹麦统治的这两个地方，并入大德意志版图。石勒苏益格居民使用的语言，包括德语、丹麦语和北弗里西语，但大多数都是丹麦裔；荷尔斯泰因则以德裔居民为主。两地都由丹麦君主统治，共同拥有悠久历史，但与丹麦的关系非常复杂。荷尔斯泰因是德意志邦联成员；石勒苏益格则是丹麦的采邑，与丹麦都不是邦联成员。丹麦国王弗雷德里克七世死后无嗣，这些法律问题就成为关键。德意志民族主义者声称，两国公国的继承法与丹麦的类似法例不同；丹麦民族主义者则反对，认为荷尔斯泰因继承法与丹麦的不同，石勒苏益格却不然。1460年的里伯条约规定，石勒苏益格和荷尔斯泰因“永远不分离”（Ewig ungedeelt），令情况更为复杂。其中一个德意志民族主义运动，提出由丹麦王室庶系分支（cadet branch）奥古斯滕伯格（丹麦语：Augustenborg；德语：Augustenburg）家族统治两地。丹麦的民族主义者，则希望“丹麦国土延绵至艾达河”，亦即石勒苏益格并入丹麦，结束德意志邦国对该地政治之影响；更激进的丹麦人，更提出完全排除荷尔斯泰因於德意志之外。争议主要是关于谁人继承丹麦王位。石勒苏益格和荷尔斯泰因的德意志人，一般支持奥古斯滕伯格家族；丹麦人一般认为他们与德意志关系太密切，比较支持与之对立的格吕克斯堡（Glücksburg）家族，希望该家族的克里斯蒂安王子成为新国王。在早前的石勒苏益格战争，克里斯蒂安王子并没有显著影响丹麦。1849年，丹麦采用新宪法，令情况更复杂。很多丹麦人都盼望宪法为所有丹麦人带来民主，包括在石勒苏益格的同胞。石勒苏益格和荷尔斯泰因的宪法，由国家会议制度（Estates of the realm）主导，致使社会的富裕阶层得到更大权力，故此两地政治都由地主阶级主导，当中大部分是德意志人。
至于丹麦，王室和政府大部分成员，都支持一个国家（Helstaten），亦即严谨维持现状。
丹麦国王渐渐老迈，数度领导政府内阁的国家自由党开始计划维持对石勒苏益格的统治。1863年，有关丹麦和石勒苏益格共同事务的新宪法草拟完成，正待国王签署，他却在此关键时刻去世。这个十一月宪法表明，丹麦不会直接兼并石勒苏益格，转为成立一个特别的议会（其名称是中世纪后期北欧议会Rigsraadet），处理两地的共同事务。两地更会维持独立的议会。1855年，丹麦曾推出类似政策，对象还包括荷尔斯泰因，但因为德意志的反对而失败。最重要的是，宪法第一条厘清继位问题：“政治体制应当为君主立宪。王室权力应当为世袭。1853年7月31日的继位法例表明继位法例，并适用于整个丹麦王室。” 
克里斯蒂安九世被任命继位。1863年11月18日，他有感被迫通过宪法，在签署宪法时表示深切关注。
此事令两地德裔人士愤怒。奥托·冯·俾斯麦在德意志邦联提出动议，最后达成决议，邦联派出军队占领荷尔斯泰因。丹麦军队向北撤退，到达石勒苏益格和荷尔斯泰因边界；1863年圣诞节时，德意志军队占领荷尔斯泰因。1864年1月，局势持续紧张，但没有战斗；丹麦军掌握艾达河北岸，德军则在南岸。1月16日，俾斯麦向丹麦发出最后通牒，要求她在48小时之内废除十一月宪法。这在政治上是不可能，尤其因为限时太短，丹麦政府拒绝接受。2月1日，普鲁士和奥地利军队渡过艾达河，到达石勒苏益格，战争无可避免。

## 事件

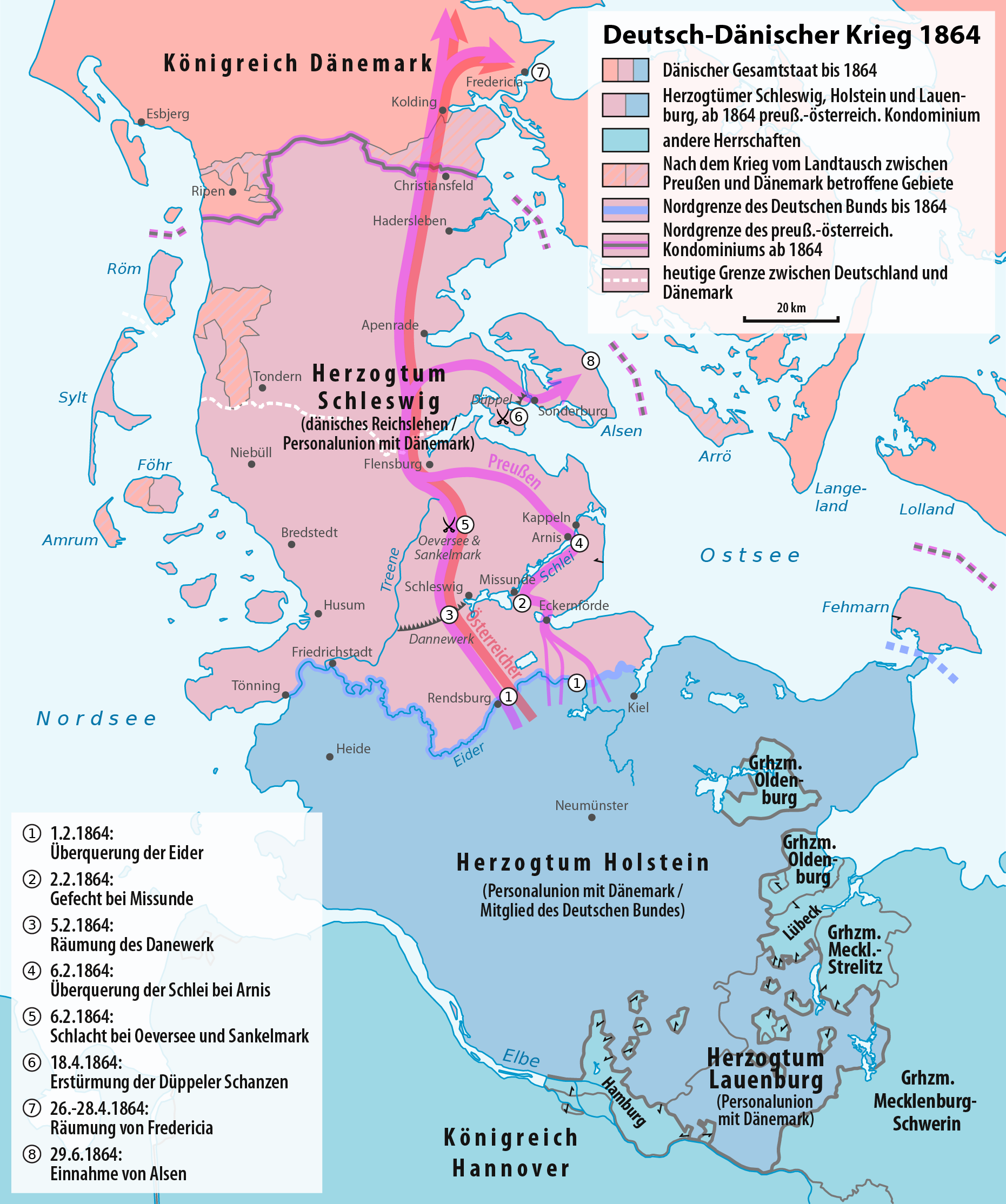
普奥联军的入侵

里伯条约规定，石勒苏益格与荷尔斯泰因永远不可分离，但1863年的事件显示，石勒苏益格即将并入丹麦，脱离德意志邦联成员荷尔斯泰因。这给普鲁士良好的开战理由，以获得石勒苏益格-荷尔斯泰因——她争取民族主义者支持，要从丹麦统治“解放”当地德裔居民，并藉战争履行德意志邦联法律。
1860年代初期，这个石勒苏益格-荷尔斯泰因问题再度成为国际间的热门争辩话题，但这次丹麦所获支持减少。克里米亚战争严重削弱俄罗斯帝国国力，而法国则准备不再支持丹麦对该两地的利益，以换取她在其他地区的得益。维多利亚女王和王夫阿尔伯特亲王赞同德意志的立场，但英国官员缓和他们的情绪，认为德意志海军在波罗的海扩张，威胁英国的海上霸权，结果英国支持丹麦。
丹麦再度重申石勒苏益格为她的领土。7月29日，德意志邦联议会受到奥托·冯·俾斯麦的指示后，扬言会干预事件。11月6日，弗雷德里克七世宣布废除丹麦宪法中影响荷尔斯泰因和劳恩堡的条文，而保留对丹麦和石勒苏益格的条文。九天后，克里斯蒂安九世继承王位，马上陷入困境。他最先要处理的首个法案，就是要签署新宪法。然而，如若签署，他将违反作为国王的条款；如若拒绝，他就会与理念一致的丹麦人民对立。结果，他两难取其轻，在11月18日及时签署宪法。消息传到德意志后，群众激动愤慨。1852年，奥古斯滕伯格公爵克里斯蒂安放弃对石勒苏益格和荷尔斯泰因的主权，其宣称比新任丹麦国王还要好；而今其子弗里德雷克声称没有与父亲一起放弃权利，故此自称有继承弗里德雷克七世的权利。荷尔斯泰因人民反应激烈，支持奥古斯滕伯格的弗里德雷克；后来丹麦新宪法广为人知，石勒苏益格人民也响应行动。德意志王侯和人民都热情支持弗里德雷克。虽然奥地利和普鲁士持负面态度，邦联议会仍决定占领荷尔斯泰因，以待继承问题之解决。
12月24日，萨克森和汉诺威军队以德意志邦联名义进驻荷尔斯泰因。受到两支军队和当地居民的支持，弗里德雷克公爵自立为“弗里德雷克八世”。纵然德意志民意炽热，奥普两国都未能备战，唯恐牵涉到一场欧陆战争——俾斯麦称之为“愚蠢之举”。俾斯麦深深明白，奥普两国曾签署1852年的协议，故此必须维持其继承法则。当丹麦违反协议条款，她们能采取的行动必须完全正确，致使其他欧陆国家无法借故干预。克里斯蒂安九世颁布新宪法时，作为签约国的奥普两国，就有合理的开战理由。英国与俄国反对德意志邦联的行动；而萨克森的博伊斯特伯爵则建议，巴伐利亚应在邦联议会正式提出动议，承认弗里德雷克公爵的权利。这帮助俾斯麦劝谕奥地利立即采取行动。12月28日，奥普在邦联议会提出动议，要求邦联占领石勒苏益格，致使丹麦遵守1852年协议之条款。这表示承认克里斯蒂安九世的权益，结果被邦联愤然拒绝；随后，奥普政府知会邦联，表示会以独立欧陆国家身份行动。1864年1月16日，奥普两国签署协议。奥地利草拟的一项条款，是为了维持1852年协议；但俾斯麦将之取消，改为奥普两国只能共同决定该两个公国的关系，而且两国如若没有对方同意，都不能决定继承问题。
在此阶段，如若丹麦愿意为情况之迫切让步，经抗议后撤出石勒苏益格，欧洲国家可能会干预，邦联会让石勒苏益格重归丹麦；至于欧陆国家奥地利和普鲁士，则会毫无选择，只能阻止荷尔斯泰因公爵的任何行动。为了避免如此情况，俾斯麦让丹麦相信英国威胁普鲁士——如若战事开始，英国将会插手。但其实，英国并没有如此计划。这种不顾他人的诡计成功了，纵使英国政治家先前曾支持丹麦。丹麦立场依然强硬；奥普联军在1864年2月1日渡过艾达河。奥普两国原先没有计划入侵丹麦，但在2月18日，一些普鲁士轻骑兵（Hussar）受到一场骑兵遭遇战刺激，横越边界并占领科灵。俾斯麦决定利用这情况扭转局势。他向奥地利力陈采取强硬政策的需要，以期彻底解决公国以至德意志邦联的问题；奥地利不情愿地支持战争。3月11日，两国签署一项新协议，宣布1852年协议无效；两个公国在丹麦作为整体的地位，则将成为友好协议的主题。
这个时候，英国代表帕尔姆斯顿子爵得到俄罗斯、法国与瑞典的支持，提出建议干预事件，指出整个问题应当交由一众欧洲国家决议。奥地利与普鲁士表示，只要1852年协议不作为决议基础，而公国与丹麦只是以个人关系联系，她们就会同意决议。会议在4月25日召开，但只是显示出有关问题是无可避免地混乱。代表德意志邦联的博伊斯特伯爵，要求各国承认奥古斯滕伯格对公国的主权；奥地利倾向于跟1852年协议相同的方案；普鲁士则渐渐显示出希望得到公国的目标。普鲁士若要实现目标，首先就要令公国彻底独立。奥地利反对，恐怕会完全失去她在德意志的影响。她们于是同意让公国得到完全政治独立，由共同机构约束。下一步则尚未清楚。至于兼并公国之问题，普鲁士让它留待决定，但表明任何协议都必须让她军事支配石勒苏益格-荷尔斯泰因。这令奥地利担忧，不希望早已过度扩张的普鲁士变得更强大；她也开始支持奥古斯滕伯格公爵的宣称。不过，对俾斯麦来说，此事实为意料之内。于是，他向奥古斯滕伯格公爵表示，只要公爵愿意在军事上完全听任普鲁士、把基尔港让给普鲁士作为军港，让普军控制邻近的基尔运河，并加入普鲁士领导的关税同盟，就会在会议上支持其宣称。同样领导德意志邦联的奥地利，却不愿加入这种“解放战争”，因为她领土内多个民族已带来统治问题。

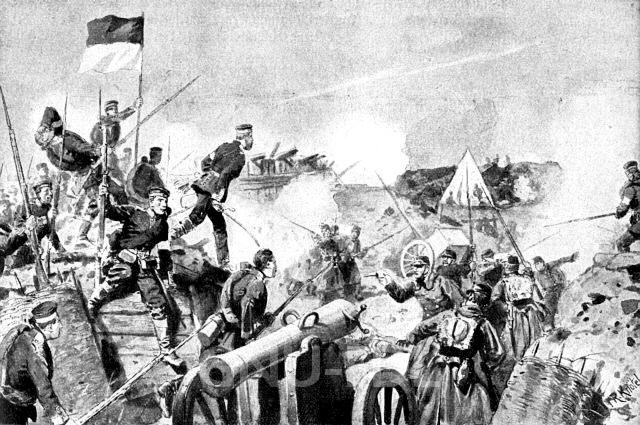
迪伯尔战役

1863年，克里斯蒂安九世继位后，将石勒苏益格-荷尔斯泰因并入丹麦。俾斯麦后来以其外交才智，劝服奥地利加入战争，并得到其他欧洲大国的同意和邦联的支持。6月25日，伦敦会议结束，各国未能达成协议。在一天前，由于停火令结束，奥地利和普鲁士达成新协议，改变战争目标，要令丹麦与公国分离。之后，一场短暂战役结束，奥普与丹麦在8月1日初步议和。丹麦国王放弃对公国的所有权利，将之让与奥地利皇帝和普鲁士国王。
作为入侵者的奥普两国，将这次战争表达为执行德意志邦联法律。战争为期短暂。丹麦在迪伯尔战役失败后，未能保卫石勒苏益格的边界，被迫撤出到丹麦本部，在投降前更被完全逐出日德兰半岛。

## 结果
这次战争中，普鲁士首次动用整顿过的军队，并充分显示实力。不过，奥地利忽略普军力量，在18个月后付出代价。1865年8月14日，普鲁士与奥地利签署加斯泰因条约，分别管理石勒苏益格和荷尔斯泰因。
奥普两国对于公国的管理和未来地位，不久后就有龃龉。俾斯麦就以此为由，在两年后策划普奥战争。奥地利在克尼格雷茨战役失败后，德意志邦联被解散；奥地利撤出荷尔斯泰因，结果普鲁士兼并该地和石勒苏益格。纵然如此，两地夹杂着丹麦裔和德裔居民，而有关国家又有封建义务，令不少人认为石勒苏益格-荷尔斯泰因问题难以应付。对此，帕尔姆斯顿子爵曾说过：“只有三个人了解过问题，一个已经去世了，第二个已经疯了，第三个就已经忘了。”这三人分别是阿尔伯特亲王、一位德裔教授和他自己。
就条约权益而言，石勒苏益格的丹麦人之地位，就由維也納和約（该年10月30日）和布拉格和约（1866年8月23日）决定。根据前者的第十九条条款，丹麦所割让领土中的丹麦裔居民，可以在签约国批准条约的六年之内，加入丹麦国籍、带着个人财产与家人移居丹麦，并保留在公国的不动产。该条款最后一段：
根据布拉格和约第五条条款，奥地利将石勒苏益格割让给普鲁士，条件就是如若石勒苏益格北部的居民希望与丹麦合并，将通过自由投票决定。在总人口约十五万人的石勒苏益格北部，大约五万名丹麦居民利用条款选择移居丹麦，结果被驱逐到丹麦，等待公投举行，以期重返原居地。然而，公投从未举行过。条约声称会举行公投，其实仅仅是外交工具，为了挽回拿破仑三世的面子。普鲁士始终不想放弃征服所得领土，寸步不让。在普法战争取胜后，普鲁士更不再装作会举行公投。根据1878年10月11日签署的维也纳条约，有关公投的条款被废除，奥地利亦批准之。

## 延伸閱讀
- Embree, Michael. . 2005. ISBN 978-1-874622-77-2.
- Taylor, A.J.P. The Struggle for Mastery in Europe: 1818–1918 (1954) pp 142–55

## 参看
- 石勒苏益格-荷尔斯泰因
- 1864 (电视剧)（英语：1864 (TV series)）
- 勝利紀念柱
- 第一次石勒苏益格战争

## 外部連接
- Danish Military History – Schleswig Wars （丹麦文）
- Danish Military History – Article about the war of 1864. （丹麦文）
- Danish Navy History – Account of Danish naval operations during the war of 1864. （英文）
- The Danish army's 8th Brigade （页面存档备份，存于） （丹麦文）
  - Danish to English auto-translator （页面存档备份，存于）
- Holstein regiment moves out of the fortress in Rendsburg [dead link]
- Detailed map of area round Schleswig town （页面存档备份，存于）
- Map of east part of Danevirke. （页面存档备份，存于）